# Fredric Pettersson
Fredric Pettersson (Jönköping, 11 de febrero de 1989) es un jugador de balonmano sueco que juega de pívot en el Skånela IF. Es internacional con la selección de balonmano de Suecia.
Con la selección disputó el Campeonato Mundial de Balonmano Masculino de 2017, en el que la selección sueca realizó una buena competición.
Con la selección ha ganado la medalla de oro en el Campeonato Europeo de Balonmano Masculino de 2022, y la medalla de plata en el Campeonato Europeo de Balonmano Masculino de 2018 y en el Campeonato Mundial de Balonmano Masculino de 2021.

## Palmarés

### Kristianstad
- Liga sueca de balonmano masculino (2): 2015, 2016

### Montpellier
- Supercopa de Francia (1): 2018

## Clubes
- Hammarby IF (2009-2011)
- Aarhus GF (2011-2013)
- IFK Kristianstad (2013-2016)
- Fenix Toulouse HB (2016-2018)
- Montpellier HB (2018-2021)
- Fenix Toulouse HB (2021-2024)
- Skånela IF (2024- )